# علي الديلمي

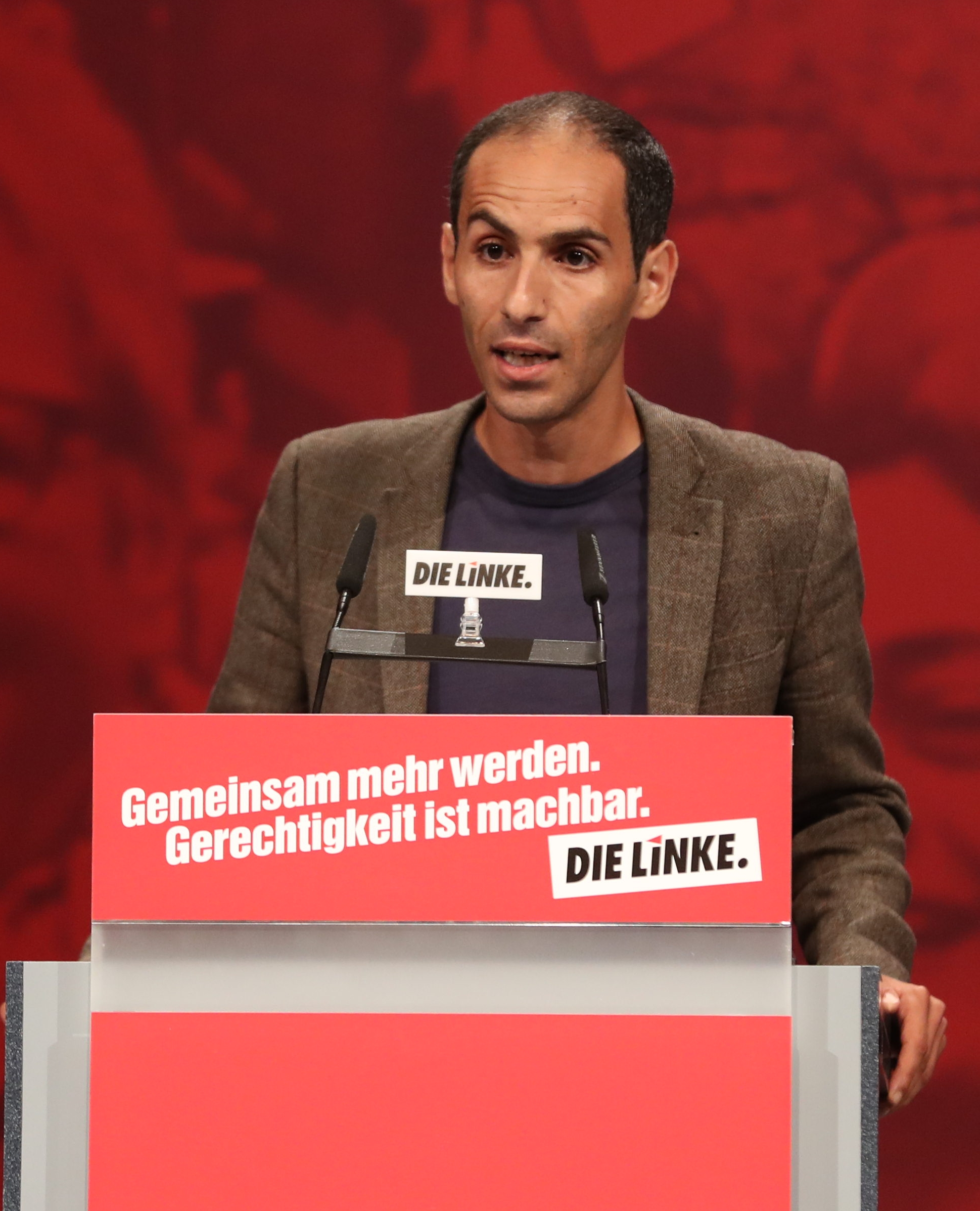
علي الديلمي في مؤتمر حزب اليسار الاتحادي 2018

علي عباس يحيى الديلمي (مواليد 27 ديسمبر 1981 في صنعاء، اليمن) هو سياسي يمني-ألماني عضو في حزب تحالف سارة فاجنكنشت، سابقًا كان في حزب اليسار). منذ عام 2021، هو عضو في البوندستاغ الألماني. في عام 2024، انضم إلى حزب "تحالف سارة فاجنكنشت" الذي تأسس حديثًا بعد خروجه من حزب اليسار.

## الحياة المهنية والتعليم
علي الديلمي وُلد في عام 1981 في مدينة صنعاء باليمن. في بداية التسعينيات، جاء إلى ألمانيا مع عائلته كلاجئين سياسيين. التحق بالمدرسة الابتدائية في بلدة سانكت جوليان بولاية راينلاند بالاتينات. عندما كان في الثانية عشرة من عمره، توفيت والدته، وذهب بناءً على رغبته إلى دار للأيتام. بعدها انتقل بين عدة مؤسسات لرعاية الأطفال والشباب، بما في ذلك إلى مدينة ليش. ترك المدرسة وانتقل إلى مدينة غيسن عندما بلغ الثامنة عشرة من عمره.
هناك، أكمل علي الديلمي شهادة التعليم المتوسط في مدرسة مسائية. كان يعتمد على إعانة البطالة وعمل من حين لآخر كعامل مؤقت على خطوط الإنتاج وفي المستودعات. بعد ذلك، حصل على تدريب مهني كمتخصص في مجال المطاعم.
في أبريل 2014، تعرض علي الديلمي لهجوم أثناء مشاركته في حملة انتخابية، مما استدعى نقله إلى المستشفى لتلقي العلاج. قدم شكوى جنائية ضد المعتدي.